# Ctenopelma ruficeps
Ctenopelma ruficeps là một loài tò vò trong họ Ichneumonidae.